# Sakena Yacoobi
Sakena Yacoobi (nascida em Herat, Afeganistão) é a diretora executiva do Instituto de Ensino Afegão, uma ONG que ela fundou em 1995.

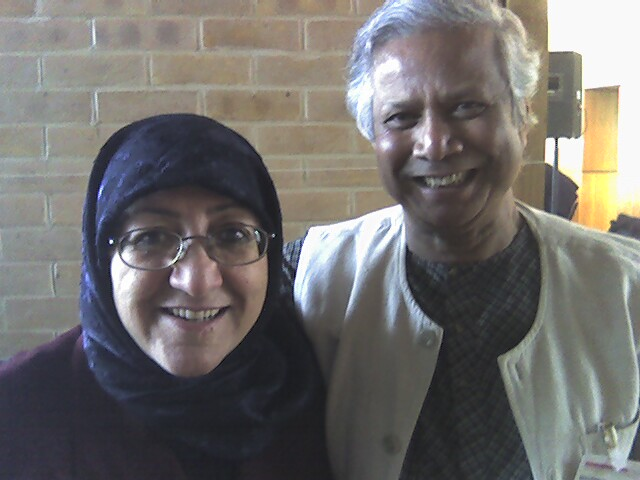
Sakena Yaccobi com Muhammad Yunus

Ela é conhecida pela militância pelos direitos das mulheres e das crianças.
Recebeu reconhecimento internacional quando foi indicada em 2005 para o Prêmio Nobel da Paz.
O Instituto de Ensino Afegão começou como uma escola apenas para mulheres, mas passou a lecionar também para homens.
Sakena foi para os Estados Unidos na década de 1970 onde se graduou em ciências biológicas na Universidade do Pacífico.

## Reconhecimento
É uma das 100 Mulheres da lista da BBC de 2017.

## Leia mais
- Sakena Yacoobi, Women Educating Women in the Afghan Diaspora: Why and How, em Religious Fundamentalisms and the Human Rights of Women (ed. Courtney W. Howland), Palgrave MacMillan (2001), ISBN 0-312-29306-2